# Oblomovismo
Oblomovismo (in russo обломовщина?) o addirittura oblomoveria è un misto di apatia, letargia, inerzia, intorpidimento, fantasticheria inattiva, che si manifesta nell'orrore del lavoro e del processo decisionale, procrastinazione e gestione.

## Origine del termine
Il termine, coniato dall'autore russo Ivan Aleksandrovič Gončarov, si riferisce alla leggendaria apatia di Oblomov, protagonista dell'omonimo romanzo del 1859 dello stesso Gončarov.
È una delle ultime parole del romanzo: quando a Stolz, l'amico di Oblomov, viene chiesta la causa della sua morte, lui risponde: «La causa... quale causa! L'oblomovismo!».

## Traduzione
Secondo Pierre Cahné, che ha preparato l'edizione Gallimard, Oblomoverie corrisponde meglio all'oblomovchtchina russa rendendo più chiaramente l'aspetto peggiorativo del termine. Il termine Oblomovismo cancella questa sfumatura peggiorativa.

## Influenza
Nel 1859 il critico letterario russo Nikolai Dobrolioubov pubblicò su Le Contemporain una recensione del romanzo, in particolare del suo protagonista, dal titolo Che cos'è l'oblomovismo? (in russo Что такое обломовщина?).
Secondo Dobrolioubov:
Dopo aver affermato la presenza universale di Oblomov e aver mostrato la novità dell'oblomovismo, Dobrolioubov conclude così il suo articolo:
(Nikolaï Dobrolioubov, Qu'est-ce que l'oblomoverie?)
Tuttavia, le critiche "socializzanti" di Dobrolioubov introducono confusione attribuendo a Gončarov intenzioni politiche che non aveva, che in seguito valsero all'autore l'accusa di tradimento del socialismo, una causa che non aveva mai fatto sua.
Sempre nel 1859 il critico Alexander Droujinin, dedicando uno studio al romanzo di Gončarov, rifiuta la visione "politica" di Dobrolioubov e vede Oblomov come un'incarnazione della purezza morale.
Più tardi, Lenin usò il termine oblomovchtchina per designare in senso peggiorativo il movimento menscevico.